# Kabinet-Sato I
Het kabinet–Sato I (Japans: 第1次佐藤内閣) was de regering van het Keizerrijk Japan van 9 november 1964 tot 17 februari 1967.

## Kabinet–Sato I (1964–1967)
| Ambtsbekleder                                                | Ambtsbekleder          | Ambtsbekleder                                   | Functie                                        | Ambtstermijn    | Ambtstermijn     | Partij |
| ------------------------------------------------------------ | ---------------------- | ----------------------------------------------- | ---------------------------------------------- | --------------- | ---------------- | ------ |
|                                                              | Eisaku Sato            | Eisaku Sato 佐藤榮作 (1901–1975)                | Premier                                        | 9 november 1964 | 7 juli 1972      | LDP    |
|                                                              | Ichiro Kohno           | Ichiro Kohno 河野一郎 (1898–1965)               | Vicepremier                                    | 18 juli 1964    | 3 juni 1965      | LDP    |
| Minister zonder portefeuille                                 | Ichiro Kohno           | Ichiro Kohno 河野一郎 (1898–1965)               |                                                | 18 juli 1964    | 3 juni 1965      | LDP    |
|                                                              | Tomisaburo Hashimoto   | Tomisaburo Hashimoto 橋本登美三郎 (1901–1990)   | Secretaris- generaal                           | 9 november 1964 | 1 augustus 1966  | LDP    |
|                                                              | Kiichi Aichi           | Kiichi Aichi 愛知揆一 (1907–1973)               | Secretaris- generaal                           | 1 augustus 1966 | 3 december 1966  | LDP    |
|                                                              | Kenji Fukunaga         | Kenji Fukunaga 福永健司 (1910–1988)             | Secretaris- generaal                           | 3 december 1966 | 22 juni 1967     | LDP    |
|                                                              |                        | Keiichi Yoshitake 吉武恵市 (1903–1988)          | Minister van Binnenlandse Zaken                | 18 juli 1964    | 3 juni 1965      | LDP    |
| Voorzitter van de Commissie voor Openbare Orde en Veiligheid |                        | Keiichi Yoshitake 吉武恵市 (1903–1988)          |                                                | 18 juli 1964    | 3 juni 1965      | LDP    |
|                                                              |                        | Tadanori Nagayama 永山忠則 (1897–1984)          | Minister van Binnenlandse Zaken                | 3 juni 1965     | 1 augustus 1966  | LDP    |
| Voorzitter van de Commissie voor Openbare Orde en Veiligheid |                        | Tadanori Nagayama 永山忠則 (1897–1984)          |                                                | 3 juni 1965     | 1 augustus 1966  | LDP    |
|                                                              | Shunji Shiomi          | Shunji Shiomi 塩見俊二 (1907–1980)              | Minister van Binnenlandse Zaken                | 1 augustus 1966 | 3 december 1966  | LDP    |
| Voorzitter van de Commissie voor Openbare Orde en Veiligheid | Shunji Shiomi          | Shunji Shiomi 塩見俊二 (1907–1980)              |                                                | 1 augustus 1966 | 3 december 1966  | LDP    |
|                                                              |                        | Izumisuke Fujieda 藤枝泉介 (1907–1971)          | Minister van Binnenlandse Zaken                | 3 december 1966 | 25 november 1967 | LDP    |
| Voorzitter van de Commissie voor Openbare Orde en Veiligheid |                        | Izumisuke Fujieda 藤枝泉介 (1907–1971)          |                                                | 3 december 1966 | 25 november 1967 | LDP    |
|                                                              | Etsuzaburo Shiina      | Etsuzaburo Shiina 椎名悦三郎 (1898–1979)        | Minister van Buitenlandse Zaken                | 18 juli 1964    | 3 december 1966  | LDP    |
|                                                              | Takeo Miki             | Takeo Miki 三木武夫 (1907–1988)                 | Minister van Buitenlandse Zaken                | 3 december 1966 | 28 oktober 1968  | LDP    |
|                                                              | Kakuei Tanaka          | Kakuei Tanaka 田中角栄 (1918–1993)              | Minister van Financiën                         | 18 juli 1962    | 3 juni 1965      | LDP    |
|                                                              | Takeo Fukuda           | Takeo Fukuda 福田赳夫 (1905–1995)               | Minister van Financiën                         | 3 juni 1965     | 3 december 1966  | LDP    |
|                                                              | Mikio Mizuta           | Mikio Mizuta 水田三喜男 (1905–1976)             | Minister van Financiën                         | 3 december 1966 | 30 november 1968 | LDP    |
|                                                              |                        | Hitoshi Takahashi 高橋等 (1903–1965)            | Minister van Justitie                          | 18 juli 1964    | 3 juni 1965      | LDP    |
|                                                              | Mitsujiro Ishii        | Mitsujiro Ishii 石井光次郎 (1889–1981)          | Minister van Justitie                          | 3 juni 1965     | 3 december 1966  | LDP    |
|                                                              |                        | Isanji Tanaka 田中伊三次 (1906–1987)            | Minister van Justitie                          | 3 december 1966 | 25 november 1967 | LDP    |
|                                                              | Yoshio Sakurauchi      | Yoshio Sakurauchi 櫻内義雄 (1912–2003)          | Minister van Economische Zaken                 | 18 juli 1964    | 3 juni 1965      | LDP    |
|                                                              | Takeo Miki             | Takeo Miki 三木武夫 (1907–1988)                 | Minister van Economische Zaken                 | 3 juni 1965     | 3 december 1966  | LDP    |
|                                                              | Kazutaro Sugano        | Kazutaro Sugano 菅野和太郎 (1895–1976)          | Minister van Economische Zaken                 | 3 december 1966 | 25 november 1967 | LDP    |
|                                                              |                        | Hiroshi Kanda 神田博 (1903–1977)                | Minister van Volksgezondheid en Welzijn        | 18 juli 1964    | 3 juni 1965      | LDP    |
|                                                              | Zenko Suzuki           | Zenko Suzuki 鈴木善幸 (1911–2004)               | Minister van Volksgezondheid en Welzijn        | 3 juni 1965     | 3 december 1966  | LDP    |
|                                                              |                        | Bou Hideo 坊秀男 (1904–1994)                    | Minister van Volksgezondheid en Welzijn        | 3 december 1966 | 25 november 1967 | LDP    |
|                                                              | Hirohide Ishida        | Hirohide Ishida 石田博英 (1914–1993)            | Minister van Arbeid                            | 18 juli 1964    | 3 juni 1965      | LDP    |
|                                                              |                        | Hisao Kodaira 小平久雄 (1910–1998)              | Minister van Arbeid                            | 3 juni 1965     | 1 augustus 1966  | LDP    |
|                                                              |                        | Mitsuo Yamate 山手満男 (1913–1973)              | Minister van Arbeid                            | 1 augustus 1966 | 3 december 1966  | LDP    |
|                                                              |                        | Takashi Hayakawa 早川崇 (1916–1982)             | Minister van Arbeid                            | 3 december 1966 | 25 november 1967 | LDP    |
|                                                              | Kiichi Aichi           | Kiichi Aichi 愛知揆一 (1907–1973)               | Minister van Onderwijs                         | 18 juli 1964    | 3 juni 1965      | LDP    |
|                                                              | Umekichi Nakamura      | Umekichi Nakamura 中村梅吉 (1901–1984)          | Minister van Onderwijs                         | 3 juni 1965     | 1 augustus 1966  | LDP    |
|                                                              | Kiichi Arita           | Kiichi Arita 有田喜一 (1901–1986)               | Minister van Onderwijs                         | 1 augustus 1966 | 3 december 1966  | LDP    |
|                                                              | Toshihiro Kennoki      | Toshihiro Kennoki 剱木亨弘 (1901–1992)          | Minister van Onderwijs                         | 3 december 1966 | 25 november 1967 | LDP    |
|                                                              |                        | Shutaro Matsuura 松浦周太郎 (1896–1980)         | Minister van Transport en Infrastructuur       | 18 juli 1964    | 3 juni 1965      | LDP    |
|                                                              |                        | Torata Nakamura 中村寅太 (1902–1978)            | Minister van Transport en Infrastructuur       | 3 juni 1965     | 1 augustus 1966  | LDP    |
|                                                              |                        | Seijuro Arafune 荒舩清十郎 (1907–1980)          | Minister van Transport en Infrastructuur       | 1 augustus 1966 | 14 oktober 1966  | LDP    |
|                                                              |                        | Izumisuke Fujieda 藤枝泉介 (1907–1971)          | Minister van Transport en Infrastructuur       | 14 oktober 1966 | 3 december 1966  | LDP    |
|                                                              | Takeo Ohashi           | Takeo Ohashi 大橋武夫 (1904–1981)               | Minister van Transport en Infrastructuur       | 3 december 1966 | 25 november 1967 | LDP    |
|                                                              |                        | Naganori Koyama 小山長規 (1905–1988)            | Minister van Bouw en Constructie               | 18 juli 1964    | 3 juni 1965      | LDP    |
|                                                              | Mitsuo Setoyama        | Mitsuo Setoyama 瀬戸山三男 (1904–1997)          | Minister van Bouw en Constructie               | 3 juni 1965     | 1 augustus 1966  | LDP    |
|                                                              | Tomisaburo Hashimoto   | Tomisaburo Hashimoto 橋本登美三郎 (1901–1990)   | Minister van Bouw en Constructie               | 1 augustus 1966 | 3 december 1966  | LDP    |
|                                                              |                        | Eichi Nishimura 西村英一 (1897–1987)            | Minister van Bouw en Constructie               | 3 december 1966 | 25 november 1967 | LDP    |
|                                                              |                        | Munenori Akagi 赤城宗徳 (1904–1993)             | Minister van Landbouw, Bosbouw en Visserij     | 18 juli 1963    | 3 juni 1965      | LDP    |
|                                                              |                        | Eiichi Sakata 坂田英一 (1897–1969)              | Minister van Landbouw, Bosbouw en Visserij     | 3 juni 1965     | 1 augustus 1966  | LDP    |
|                                                              | Raizo Matsuno          | Raizo Matsuno 松野頼三 (1917–2006)              | Minister van Landbouw, Bosbouw en Visserij     | 1 augustus 1966 | 3 december 1966  | LDP    |
|                                                              |                        | Tadao Kuraishi 倉石忠雄 (1900–1986)             | Minister van Landbouw, Bosbouw en Visserij     | 3 december 1966 | 23 februari 1968 | LDP    |
|                                                              |                        | Tokuyasu Jitsuzo 徳安実蔵 (1900–1988)           | Minister van Communicatie en Post              | 18 juli 1964    | 3 juni 1965      | LDP    |
|                                                              |                        | Yuuichi Kori 郡祐一 (1902–1983)                 | Minister van Communicatie en Post              | 3 juni 1965     | 1 augustus 1966  | LDP    |
|                                                              |                        | Torasaburo Shintani 新谷寅三郎 (1902–1984)      | Minister van Communicatie en Post              | 1 augustus 1966 | 3 december 1966  | LDP    |
|                                                              |                        | Takeharu Kobayashi 小林武治 (1899–1988)         | Minister van Communicatie en Post              | 3 december 1966 | 30 november 1968 | LDP    |
|                                                              | Junya Koizumi          | Junya Koizumi 小泉純也 (1904–1969)              | Directeur- generaal van de JSDF                | 18 juli 1964    | 3 juni 1965      | LDP    |
|                                                              | Raizo Matsuno          | Raizo Matsuno 松野頼三 (1917–2006)              | Directeur- generaal van de JSDF                | 3 juni 1965     | 1 augustus 1966  | LDP    |
|                                                              | Kanbayashiyama Eikichi | Kanbay- ashiyama Eikichi 上林山栄吉 (1904–1971) | Directeur- generaal van de JSDF                | 1 augustus 1966 | 3 december 1966  | LDP    |
|                                                              | Masuda Kaneshichi      | Masuda Kaneshichi 増田甲子七 (1898–1985)        | Directeur- generaal van de JSDF                | 3 december 1966 | 30 november 1968 | LDP    |
|                                                              | Keikichi Masuhara      | Keikichi Masuhara 中曾根康弘 (1903–1985)        | Directeur- generaal voor Administratieve Zaken | 18 juli 1964    | 3 juni 1965      | LDP    |
|                                                              | Atsuyasu Fukuda        | Atsuyasu Fukuda 福田篤泰 (1906–1993)            | Directeur- generaal voor Administratieve Zaken | 3 juni 1965     | 1 augustus 1966  | LDP    |
|                                                              |                        | Shigeho Tanaka 田中茂穂 (1911–1982)             | Directeur- generaal voor Administratieve Zaken | 1 augustus 1966 | 3 december 1966  | LDP    |
|                                                              |                        | Isao Matsudaira 松平勇雄 (1907–2006)            | Directeur- generaal voor Administratieve Zaken | 3 december 1966 | 25 november 1967 | LDP    |

Yoshida I ·
Katayama ·
Ashida ·
Yoshida II ·
Yoshida III ·
Yoshida IV ·
Yoshida V ·
I. Hatoyama I ·
I. Hatoyama II ·
I. Hatoyama III ·
Ishibashi ·
Kishi I ·
Kishi II ·
Ikeda I ·
Ikeda II ·
Ikeda III ·
Sato I ·
Sato II ·
Sato III ·
K. Tanaka I ·
K. Tanaka II ·
Miki ·
T. Fukuda ·
Ohira I ·
Ohira II ·
Suzuki ·
Nakasone I ·
Nakasone II ·
Nakasone III ·
Takeshita ·
Uno ·
Kaifu I ·
Kaifu II ·
Miyazawa ·
Hosokawa ·
Hata ·
Murayama ·
Hashimoto I ·
Hashimoto II ·
Obuchi ·
Mori I ·
Mori II ·
Koizumi I · 
Koizumi II ·
Koizumi III ·
Abe I ·
Y. Fukuda ·
Aso ·
Y. Hatoyama ·
Kan ·
Noda ·
Abe II ·
Abe III ·
Abe IV ·
Suga ·
Kishida I ·
Kishida II